# Puxing (köping i Kina, lat 30,41, long 103,90)
Puxing (kinesiska: 普兴镇, 普兴) är en köping i Kina. Den ligger i provinsen Sichuan, i den sydvästra delen av landet, omkring 32 kilometer sydväst om provinshuvudstaden Chengdu.
Genomsnittlig årsnederbörd är 1 367 millimeter. Den regnigaste månaden är juli, med i genomsnitt 383 mm nederbörd, och den torraste är januari, med 12 mm nederbörd.